# Omar Fraile Matarranz
Omar Fraile Matarranz (Barakaldo, 7 de juliol de 1990) és un ciclista espanyol, professional des del 2012. En el seu palmarès destaca la victòria al Giro dels Apenins del 2015 i una etapa al Quatre dies de Dunkerque del mateix any.
El 2015, en la seva primera participació en la Volta a Espanya, va aconseguir guanyar el Gran Premi de la Muntanya, classificació que va repetir l'any següent. El 2017 guanya una etapa al Giro d'Itàlia i el 2018 una altra al Tour de França. El 2021 es proclamà Campió d'Espanya en ruta.

## Palmarès
- 2011
  - Campió del País Basc de contrarellotge sub-23
  - 1r a la Soraluzeko Saria
  - 1r a la Pujada a Gorla
  - 1r a la Ronda del País Basc
  - Vencedor d'una etapa de la Volta a Palència
- 2014
  - Vencedor de la classificació de les metes volants a la Volta al País Basc
- 2015
  - 1r al Giro dels Apenins
  - Vencedor d'una etapa als Quatre dies de Dunkerque
  - Vencedor de la classificació de la muntanya a la Volta al País Basc
- 2016
  -  1r del Gran Premi de la Muntanya a la Volta a Espanya
- 2017
  - Vencedor d'una etapa al Giro d'Itàlia
- 2018
  - Vencedor d'una etapa a la Volta al País Basc
  - Vencedor d'una etapa al Tour de Romandia
  - Vencedor d'una etapa al Tour de França
- 2021
  -  Campió d'Espanya en ruta
- 2023
  - Vencedor d'una etapa a la Volta a Andalusia

### Resultats a la Volta a Espanya
- 2015. 88è de la classificació general.  1r del Gran Premi de la Muntanya
- 2016. 69è de la classificació general.  1r del Gran Premi de la Muntanya
- 2017. Abandona (13a etapa)
- 2018. 63è de la classificació general
- 2019. 79è de la classificació general
- 2020. 64è de la classificació general
- 2023. 115è de la classificació general

### Resultats al Giro d'Itàlia
- 2016. Abandona (5a etapa)
- 2017. 65è de la classificació general. Vencedor d'una etapa

### Resultats al Tour de França
- 2018. 57è de la classificació general. Vencedor d'una etapa
- 2019. 71è de la classificació general
- 2020. 60è de la classificació general
- 2021. 57è de la classificació general
- 2023. 60è de la classificació general